# ジェームズ・バークリー (第3代バークリー伯爵)
第3代バークリー伯爵ジェームズ・バークリー海軍中将（英語: James Berkeley, 3rd Earl of Berkeley KG, PC、1680年頃 – 1736年8月17日）は、イギリス海軍の軍人、イギリスの貴族。出生から1710年までダーズリー子爵の儀礼称号を使用した。

## 生涯
第2代バークリー伯爵チャールズ・バークリーとエリザベス・ノエル（第3代カンプデン子爵バプティスト・ノエルの娘）の次男（長男は早世）として、1680年頃に生まれた。
1699年3月10日に大尉としてイギリス海軍に入隊、1701年4月2日に大佐に昇進した。1701年11月イングランド総選挙でグロスター選挙区から出馬して当選したが、海軍での勤務により1702年イングランド総選挙に出馬できなかった。1704年にはジョージ・ルーク提督の配下でスペイン継承戦争に参戦、戦列艦ボインの指揮官としてマラガの海戦に参戦した。1705年3月5日、繰上勅書により存命中の父からバークリー男爵を継承した。
1706年には戦列艦セント・ジョージの艦長になり、1707年8月にトゥーロン包囲戦に参戦したほか、1707年10月23日にサー・クラウズリー・ショヴェル率いる戦列艦アソシエーションが沈没したとき（1707年シリー諸島遭難事故）は間一髪で難を逃れた。バークリー率いる戦列艦セント・ジョージもアソシエーションと同じ場所で座礁したが、次の波で再進水することができた。このとき、バークリーが親しい友人であるショヴェルにエメラルドの指輪を与えたという伝説がある。
クラウズリー・ショヴェルが死去したことでできた空きを補うために海軍で昇進が行われ、最初はロバート・フェアファクスが青色中将に昇進する予定だったが、後に取り消され、代わりにバークリーが青色中将に昇進した。この昇進について、ゴドルフィン伯爵はホイッグ党からの圧力を理由としている。その後、バークリーは1708年末に白色中将に昇進、1709年にフランスに拿捕されていた戦列艦ブリストルを奪回（ただし直後に沈没）、同年12月に赤色中将に昇進した。その後、1710年5月に軍務から退いた。
1710年9月24日、父の死去に伴いバークリー伯爵の爵位を継承した。彼は同時にグロスタシャー統監とサリー首席治安判事に任命されたが、1712年1月にグロスタシャー統監と赤色中将を罷免された。
1714年、ジョージ1世を迎える艦隊の指揮官に任命され、船上でジョージ1世の寝室侍従に任命された。同年にグロスタシャー統監に復帰したほか、1717年4月16日に海軍卿に任命され（1727年にロバート・ウォルポールに罷免されるまで在任）、翌日に枢密顧問官に任命された。1718年3月31日、ガーター勲章を授与された。
1736年8月17日、フランスのオービニーで死去、バークリーで埋葬された。息子オーガスタスが爵位を継承した。

## 人物
ハーヴィー男爵はバークリーを「筋金入りのホイッグ党員として生まれ、育てられ、一時たりともその信念から離れることがなかった」と評価した。

## 家族
1711年2月13日頃、初代リッチモンド公爵チャールズ・レノックスの娘ルイーサ（1717年1月15日没）と結婚、1男1女をもうけた。
- オーガスタス（1715年 – 1755年） - 第4代バークリー伯爵
- エリザベス（1716年 – 1745年） - 1728年、庶民院議員アンソニー・ヘンリー（英語版）と結婚